# Říka (potok)
Říka (nazývaná také Nevšovka) je potok, který pramení v severní části Bílých Karpat, v katastru města Slavičín, v okrese Zlín ve Zlínském kraji. Délka potoka je 14,34 km a rozloha povodí je 38,9 km².

## Popis
Pramen potoka se nachází v nadmořské výšce 480 m, na západním úpatí hory Hušť (535 m n. m.), v blízkosti osady Řezníček. S dosti velkým spádem teče směrem k jihu. Po zhruba 2170 metrech ve výšce 417 m n. m. vtéká do obce Nevšová. Klikatě protéká touto obcí stále jižním směrem. Ve vzdálenosti asi 5700 m od pramene, na okraji Slavičína, odbočuje východním směrem. Pak se jeho proud stáčí k jihovýchodu a protéká klikatě městem.  Ve městě se do potoka Říka vlévají zleva dva větší přítoky - potok Lukšinka (358 m n. m.) a asi o 400 m níže Lípovský potok (355 m n. m.) Na jižním okraji Slavičína, před obcí Hrádek na Vlárské dráze se tok potoka Říka stáčí směrem k severovýchodu a o kus dále pak na sever. Dále protéká podél obce Divnice, kolem Muzea vojenské techniky a podél jižního okraje průmyslové zóny Slavičín. Nakonec se stočí na východ, proteče mezi osadou U Vaculíků a vlakovým nádražím Bohuslavice nad Vláří a vlije se zprava do řeky Vláry v nadmořské výšce 330 m. Na dolním toku potoka od Divnice až k ústí do Vláry vede údolím železniční trať č. 340/341 (Vlárská dráha).

## Přítoky
Potok Říka má dva větší přítoky, oba z levé strany:
- Lukšinka
- Lipovský potok